# ريتشي مولوني
ريتشي مولوني (بالإنجليزية: Richie Moloney)‏ هو لاعب كرة قاعدة أمريكي، ولد في 7 يونيو 1950 في بروكلين في الولايات المتحدة.

## وصلات خارجية
- ريتشي مولوني على موقعبيزبول رفرنس.كوم (الدوري الرئيسي) (الإنجليزية)